# Cover Parade
Cover Parade (officiellt skrivet i versaler) är ett coveralbum av det japanska rockbandet MUCC. Albumet delades ut gratis på MUCC:s konsert på Nippon Budokan den 6 juni 2006, förutsatt att man kunde visa upp inlägg från singlarna Gerbera, Ryuusei och albumet 6 samt biljett till konserten. I en intervju under bandets Europaturné i maj 2006 berättade sångaren Tatsurou att de alltid velat spela in ett coveralbum eftersom de ofta spelar en cover varje konsert, men att de inte haft tid till det förrän nu.

## Låtlista
Originalartist inom parentes.
1. "Tsubasa wo Kudasai" (Akai Tori)
2. "Wine red no Kokoro" (Anzen Chitai)
3. "Shiki no Uta" (Yoko Seri)
4. "Romanticist" (The Stalin)
5. "Sugao" (Tsuyoshi Nagabuchi)
6. "Kare to Kanojo" (Shigeru Izumiya)
7. "Sentimental" (cali≠gari)
8. "LA VIE EN ROSE feat. kyo" (D'ERLANGER)
9. "Niwakaame session" (La Vie en Rose)
10. "Kasa ga Nai" (Yousui Inoue)
11. "Nagoriyuki" (Iruka)

Albumet innehåller dessutom ett dolt spår, en nyinspelning av MUCC:s egen låt "Kokonoka" från albumet Antique, släppt 1999.